# Le Moustoir (Châteauneuf-du-Faou)
Pour les articles homonymes, voir Moustoir.
Le Moustoir est un village de la commune de Châteauneuf-du-Faou, dans le Finistère, en France. La chapelle située dans ce village était avant la Révolution le centre d'une trève de la paroisse de Châteauneuf-du-Faou. 
La chapelle Saint-Ruelin du Moustoir a été construite et agrandie par la famille de Rosily.

## Étymologie
Le nom de la trève provient du vieux mot breton moster qui signifie « monastère » ou « abbaye », ce qui explique la relative fréquence de ce toponyme en Bretagne.

## La chapelle Saint-Ruelin du Moustoir
La chapelle Saint-Ruelin du Moustoir (Chapel ar Vouster en breton) date des XIVe siècle et XVIe siècle (construite entre 1575 et 1628) est dédiée à saint Ruelin ; sa flèche fut frappée par la foudre en 1852 ; la chapelle a été restaurée en 1980. Elle doit son nom à saint Ruelin, futur évêque de Tréguier, qui aurait construit là au VIe siècle un ermitage auquel aurait succédé par la suite un monastère (d'où le nom de Moustoir). Ce fut jusqu'à la Révolution française une trève de Châteauneuf-du-Faou. Une seigneurie du Moustoir existait également, celle des De Rosily Meszros. Outre des fonts baptismaux du XVIIe siècle surmontés d'un baldaquin en bois et un retable de la Sainte Famille qui date du XVIIIe siècle, la chapelle possède de nombreuses statues des XVe siècle et XVIe siècle dont celles de saint Marc, de saint Sixte, de saint Ruelin, de saint Éloi, de saint Louis, de saint Mathurin, de la Vierge-Mère, de sainte Anne, etc. Elle possède des vitraux modernes, datant de 1989, œuvre d'un maître-verrier quimpérois Alain Grall. Déjà en 1843, « on y célèbre rarement le service divin ». Un pardon des chevaux a été célébré jusqu'en 1962, lié au culte de saint Éloi dans cette chapelle.

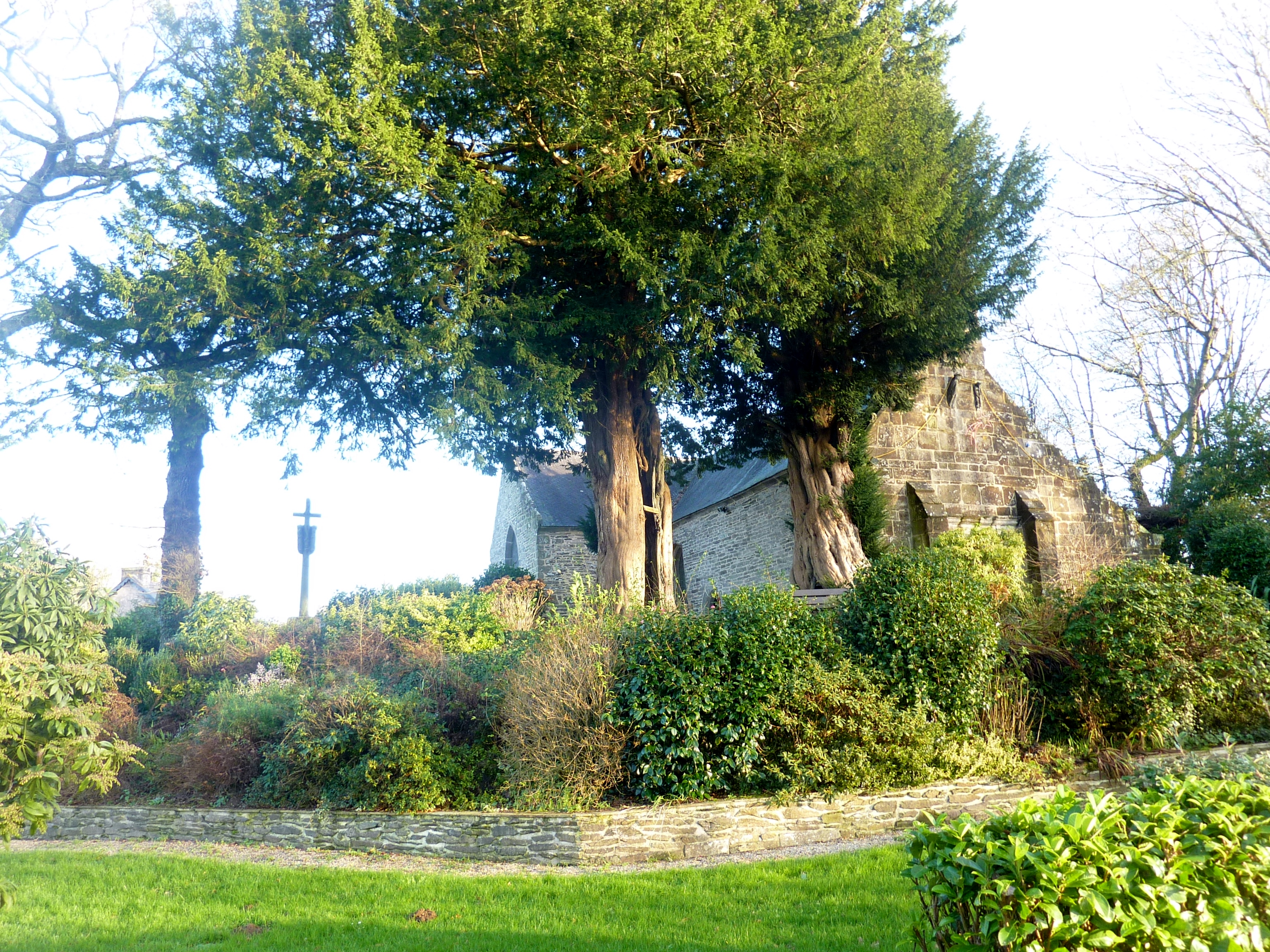
La chapelle Saint-Ruelin du Moustoir, son placître avec le calvaire et les deux ifs datant d'au moins 600 ans
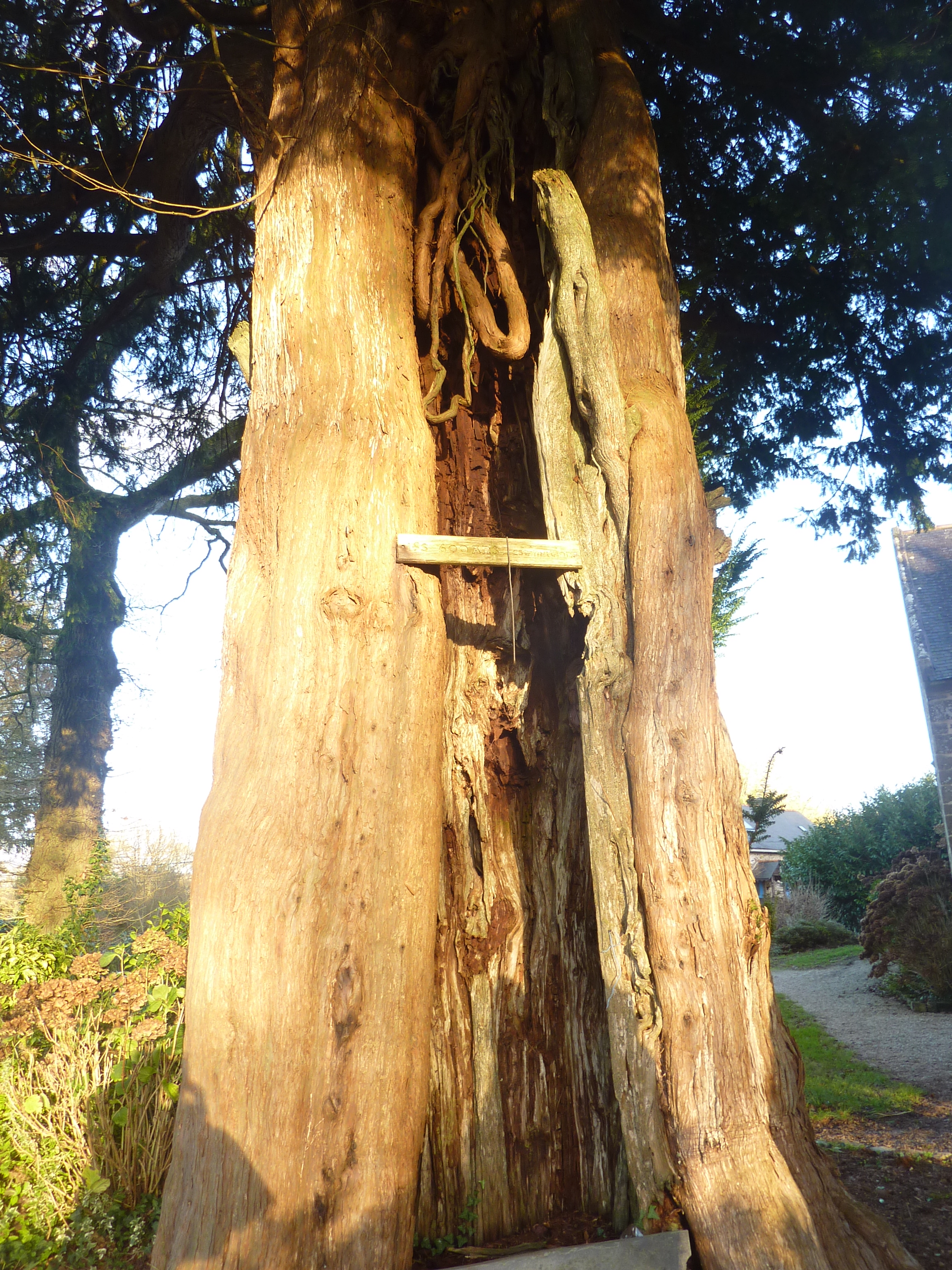
Placître de la chapelle Saint-Ruelin du Moustoir, tronc creux de l'un des deux vieux ifs datant d'au moins 600 ans
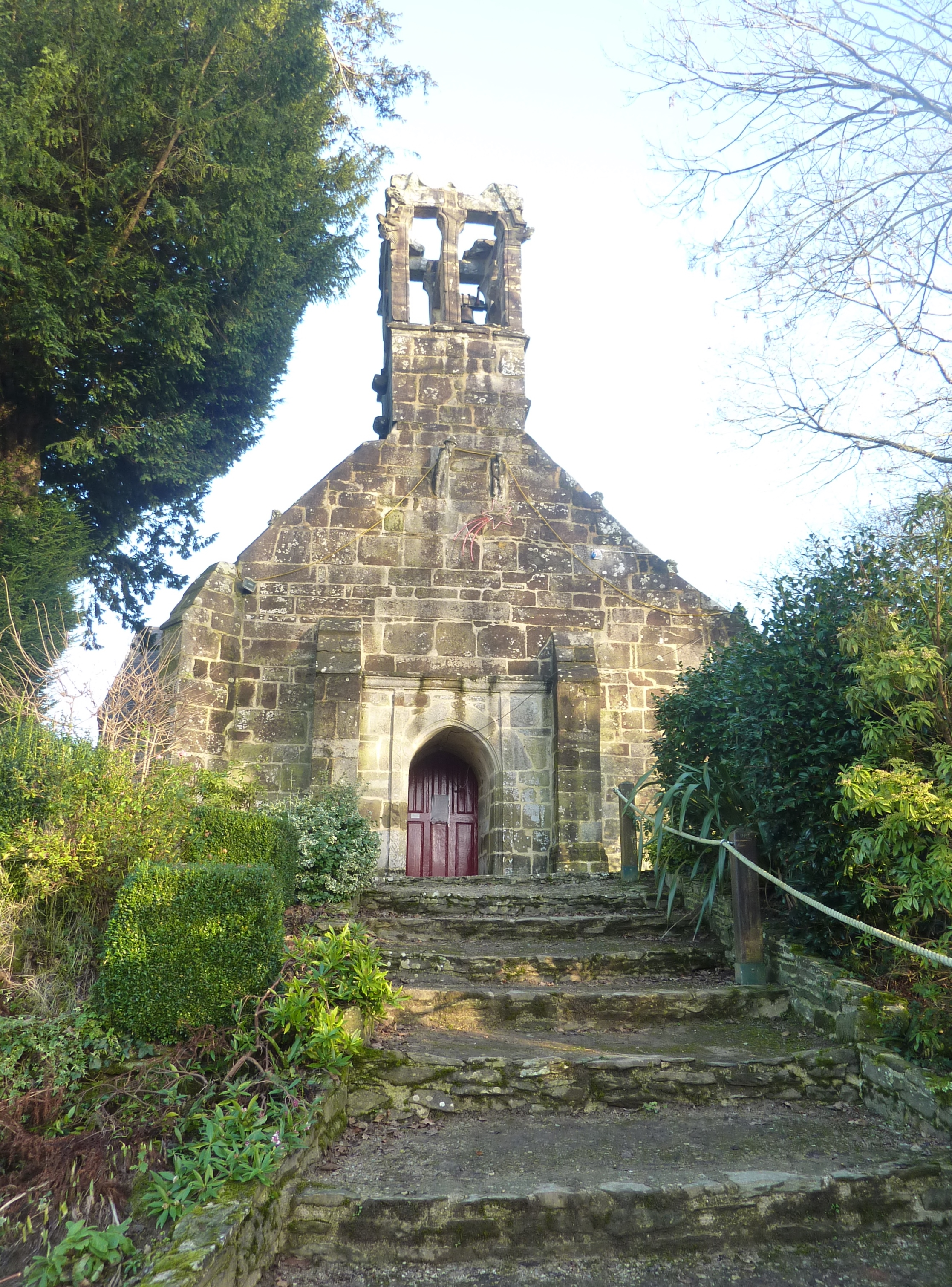
La chapelle Saint-Ruelin du Moustoir, la façade
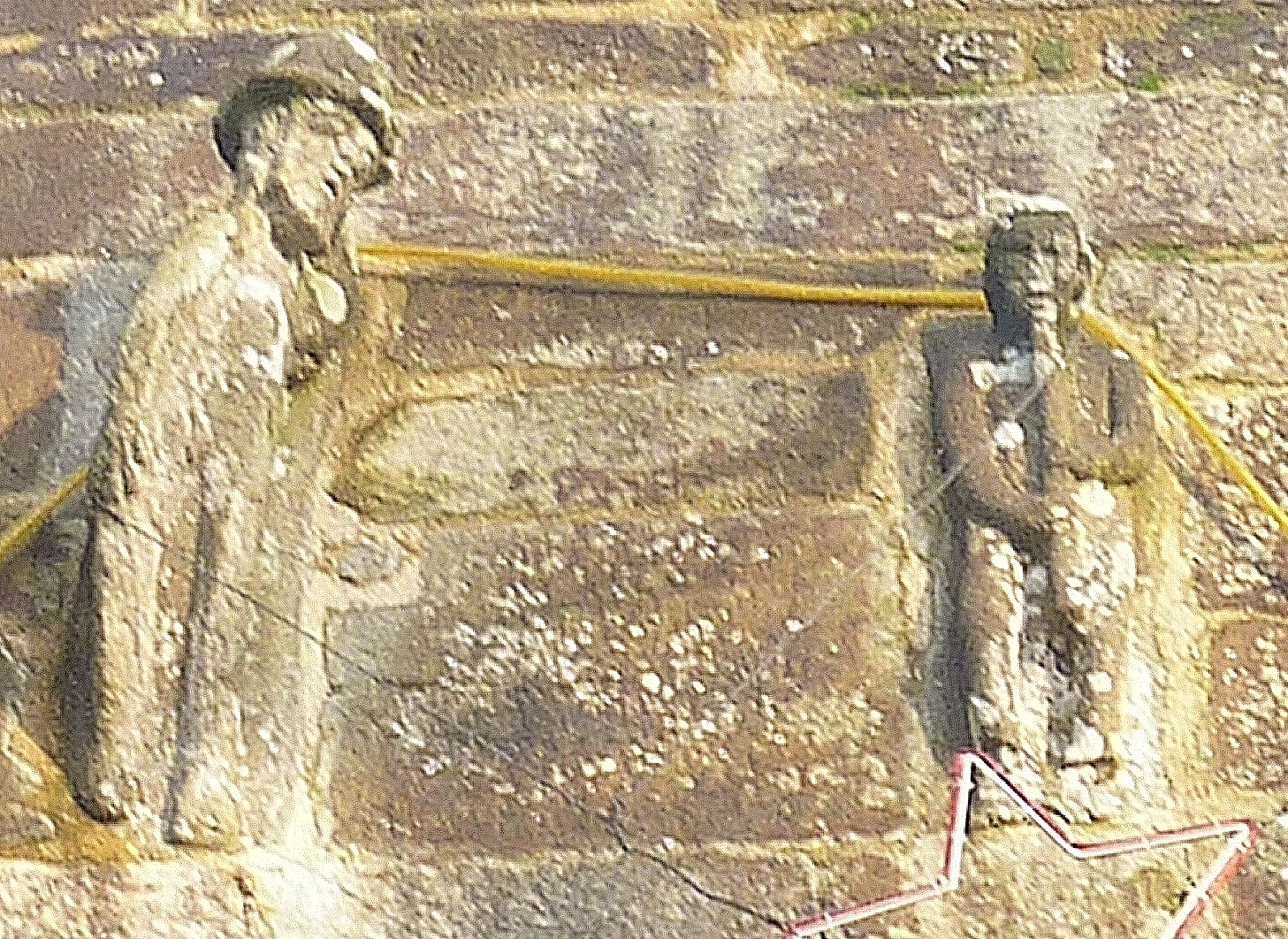
La chapelle Saint-Ruelin du Moustoir, la façade, statue du roi Guinvarc'h
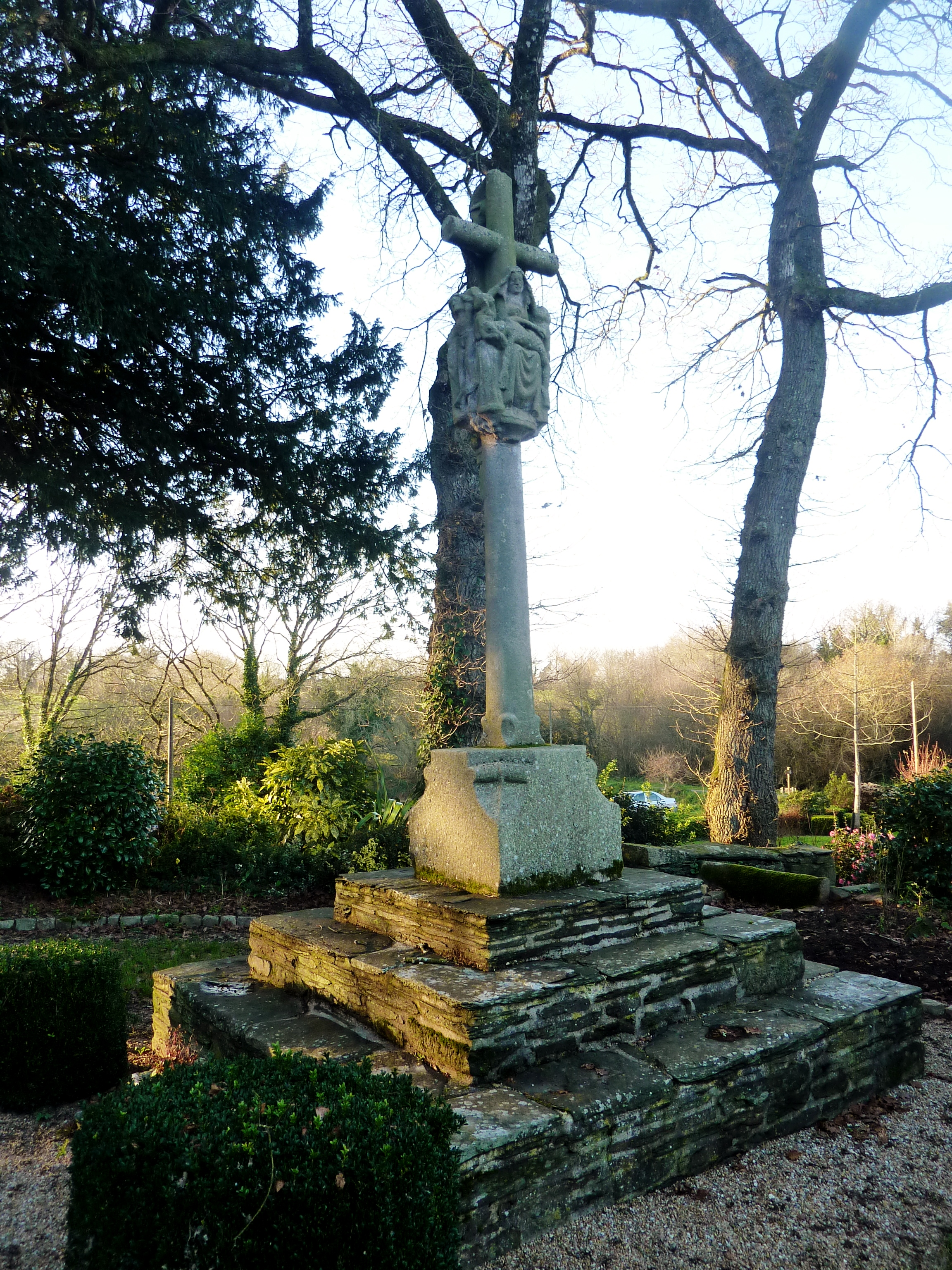
Chapelle Saint-Ruelin du Moustoir, le calvaire du placître
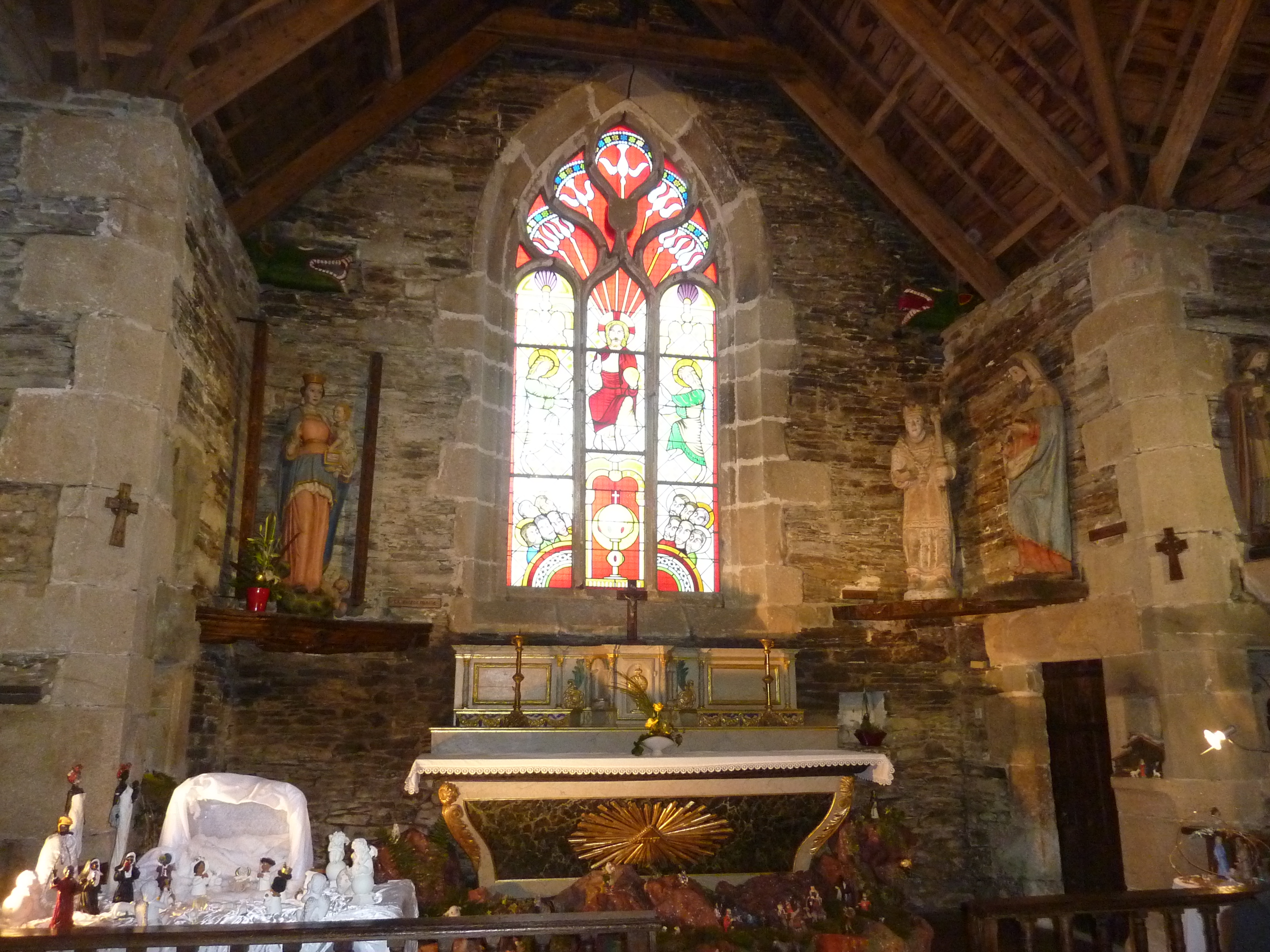
Chapelle Saint-Ruelin du Moustoir, le chœur
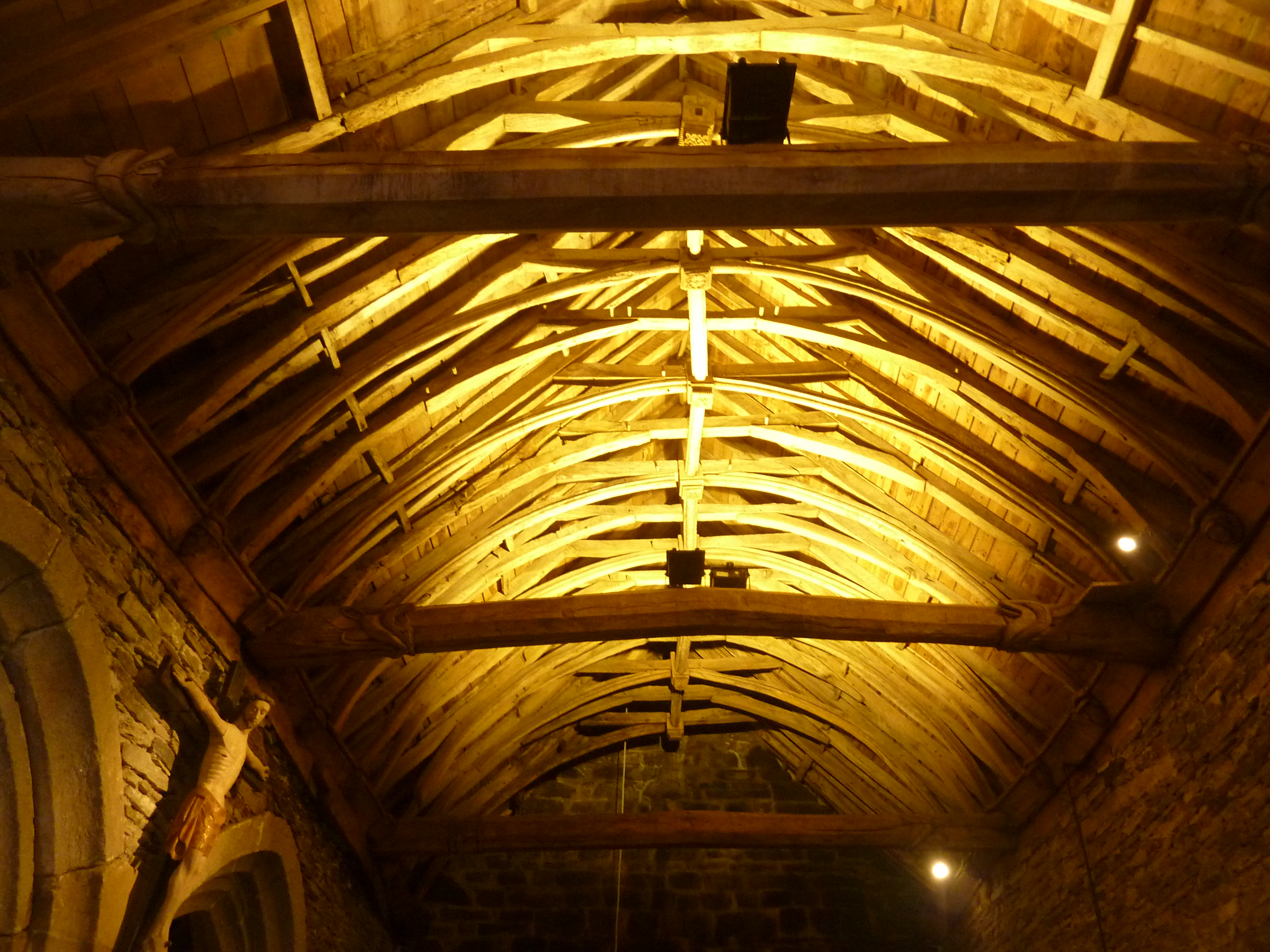
Chapelle Saint-Ruelin du Moustoir, la charpente
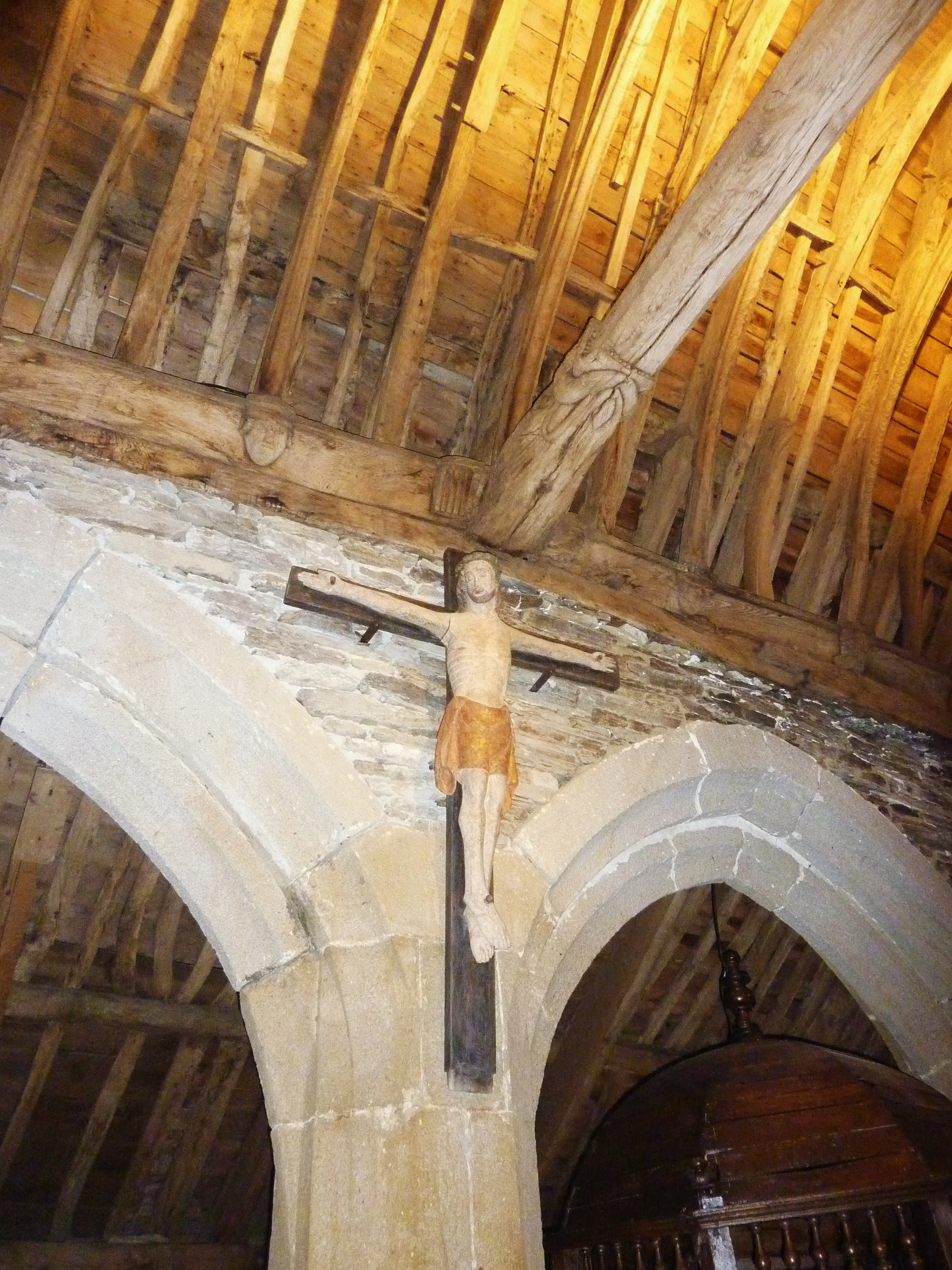
Chapelle Saint-Ruelin du Moustoir, le crucifix
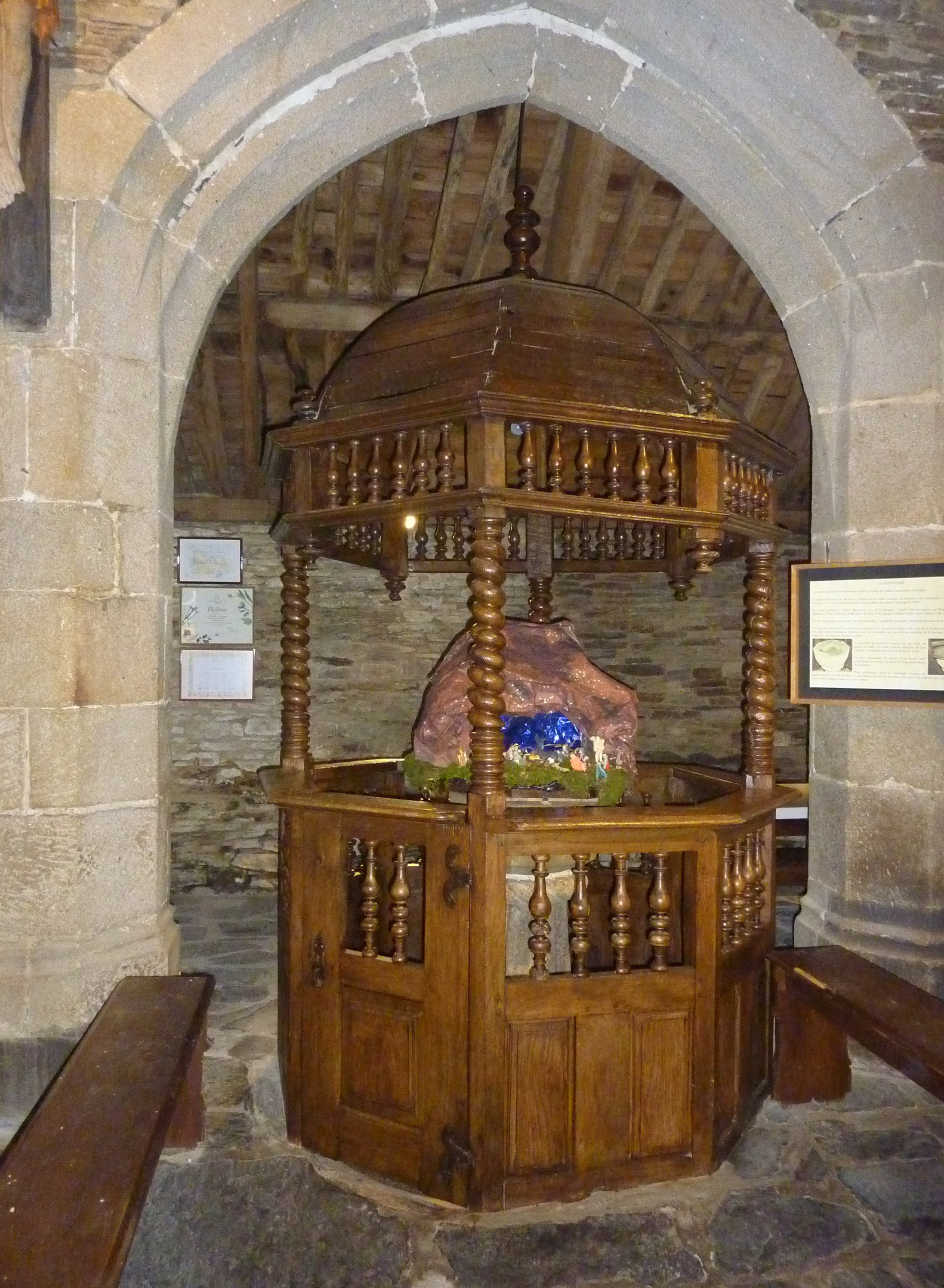
Chapelle Saint-Ruelin du Moustoir, le baptistère (XVIe siècle)
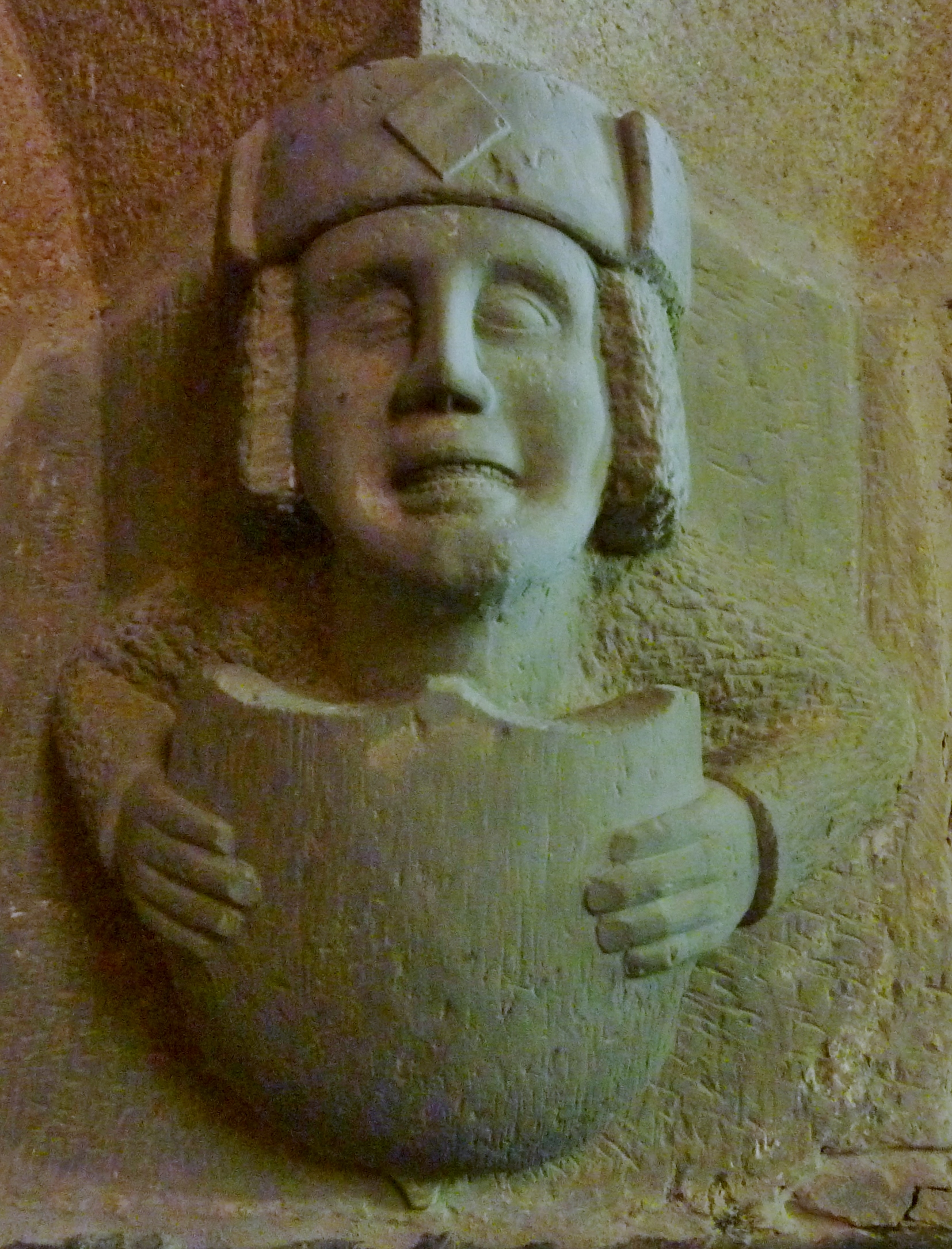
Chapelle Saint-Ruelin du Moustoir, un seigneur de Rosily portant le fief de haubert
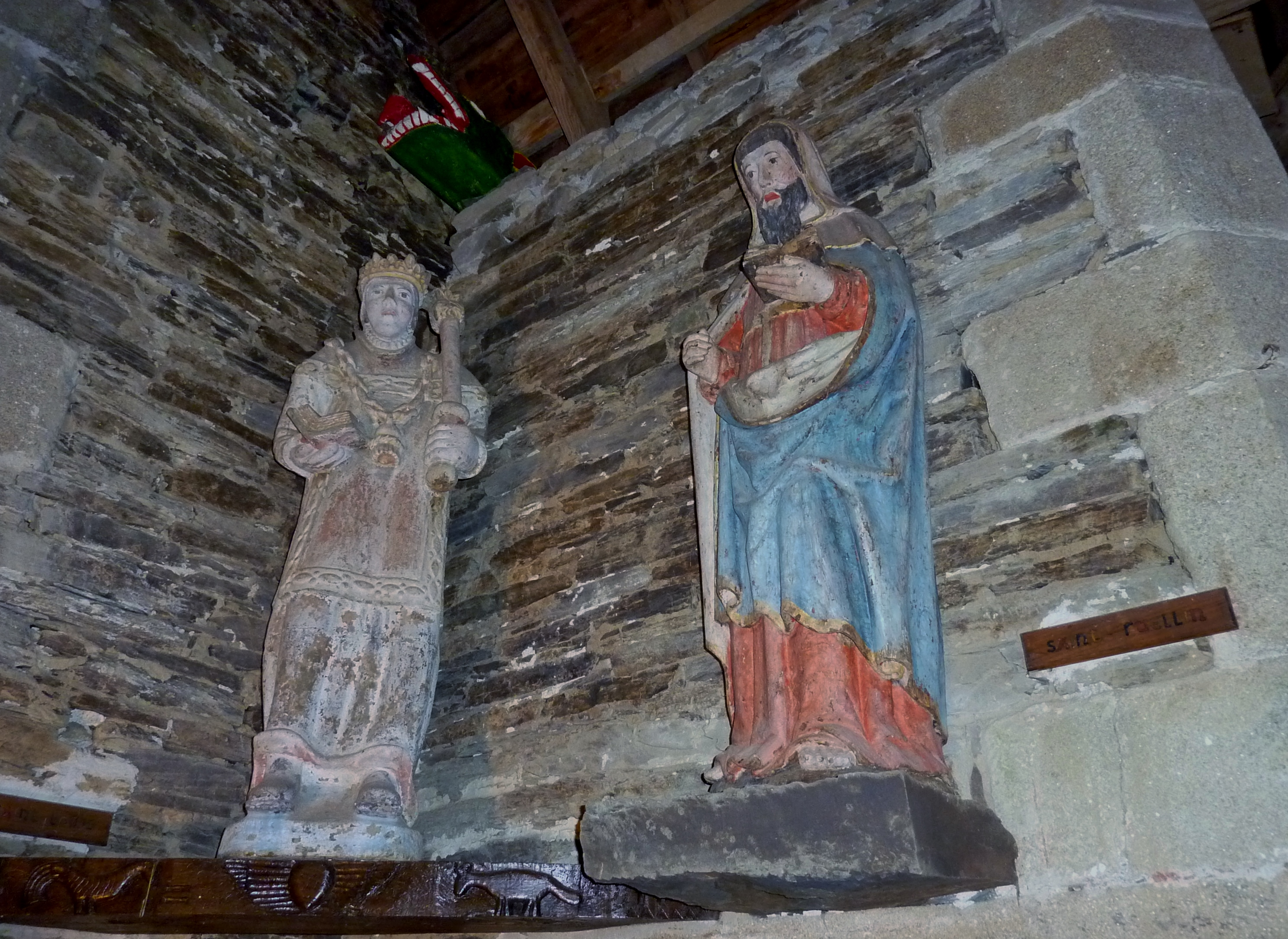
Chapelle Saint-Ruelin du Moustoir, statues de saint Ruelin (à droite) et de saint Louis
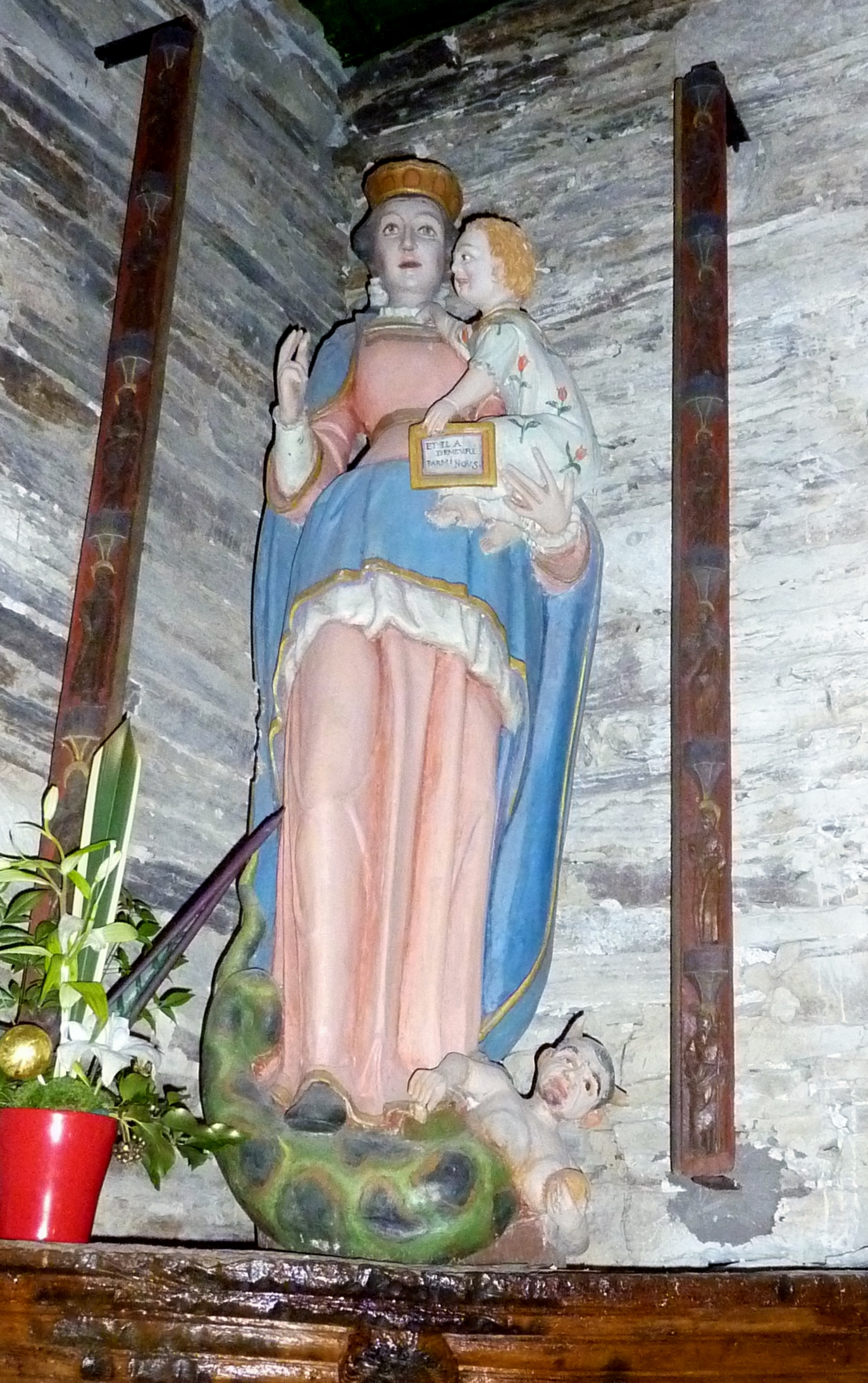
Chapelle Saint-Ruelin du Moustoir, Vierge à l'Enfant
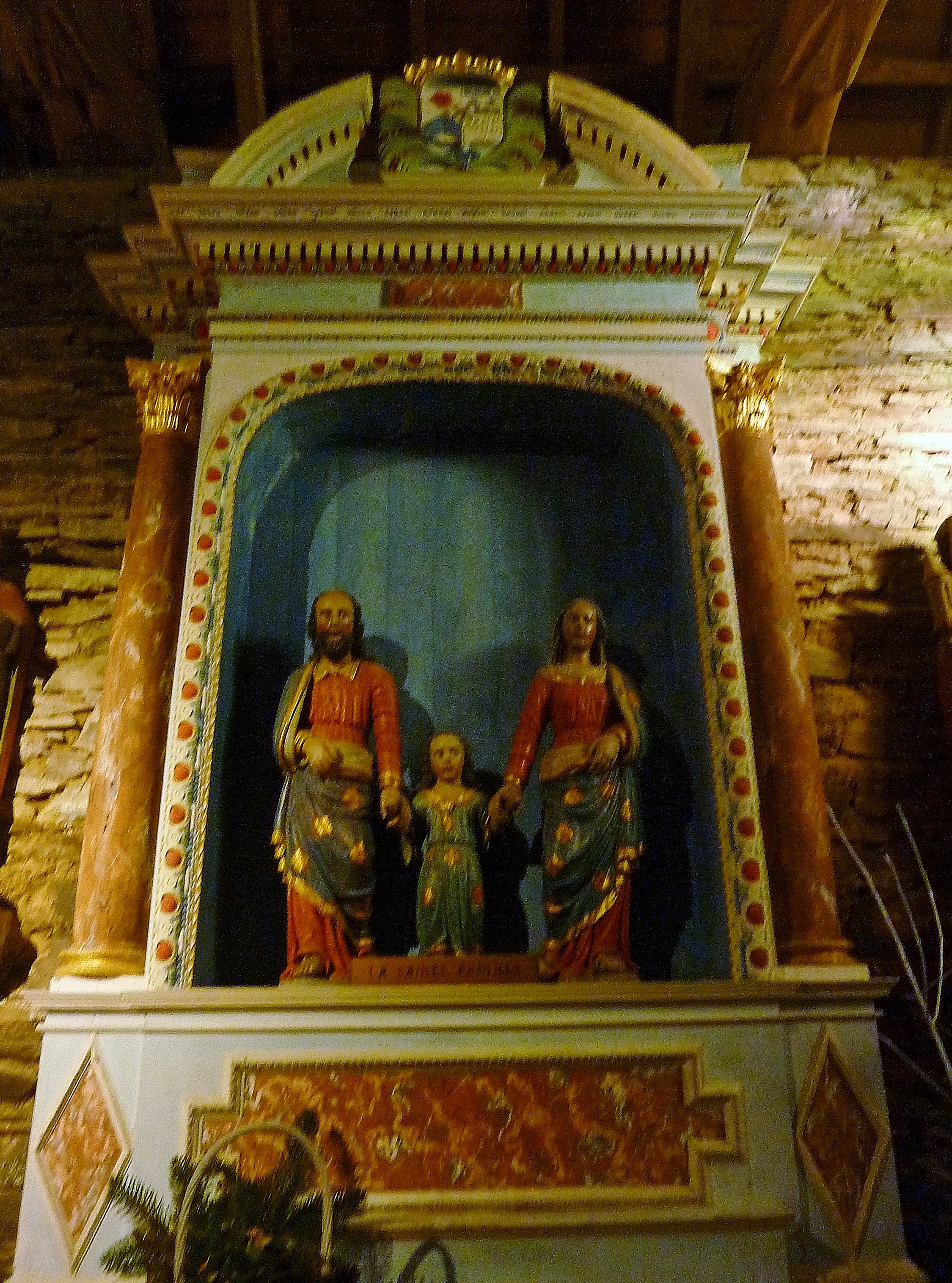
Chapelle Saint-Ruelin du Moustoir, la Sainte Famille 1
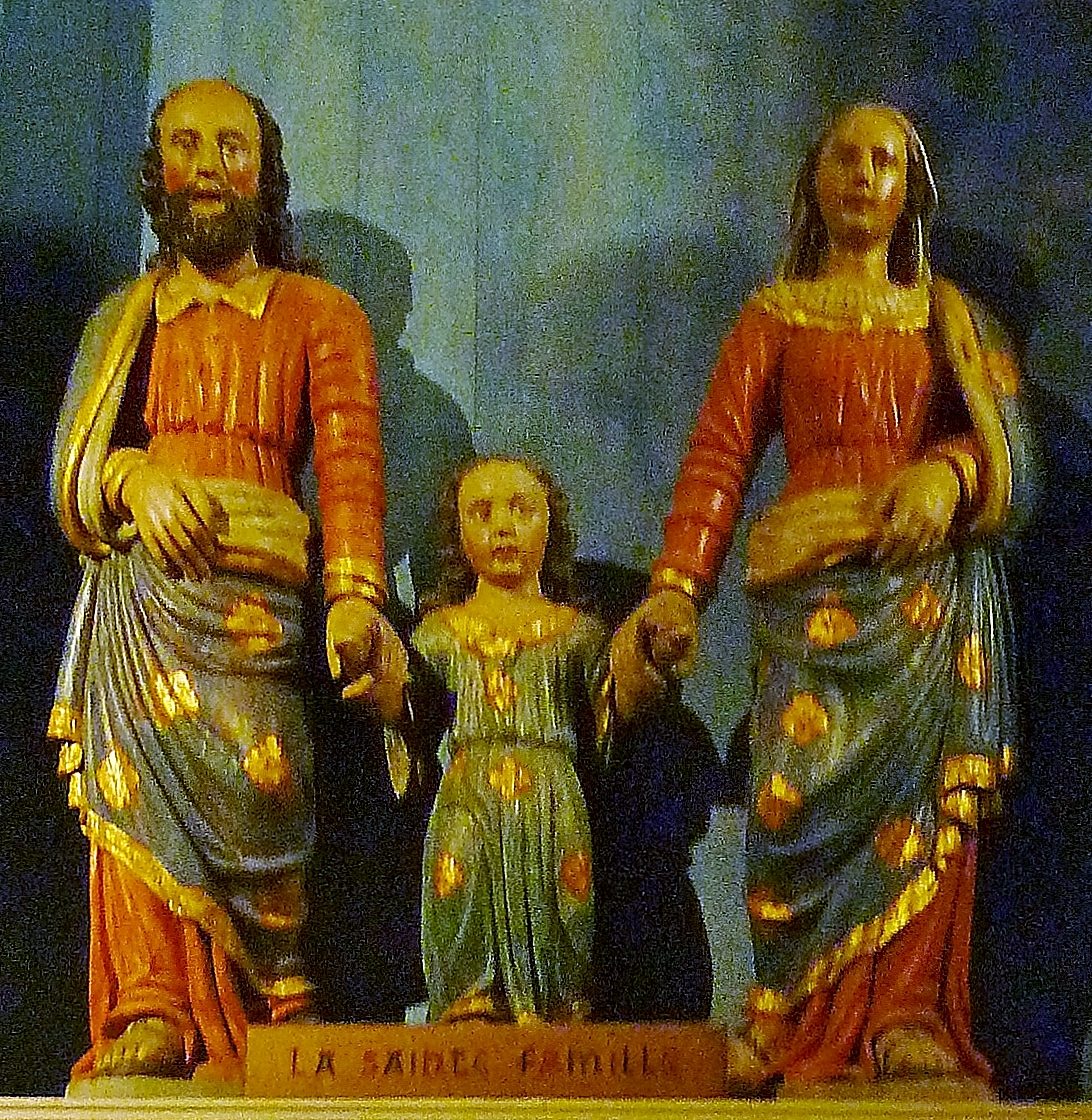
Chapelle Saint-Ruelin du Moustoir, la Sainte Famille 2
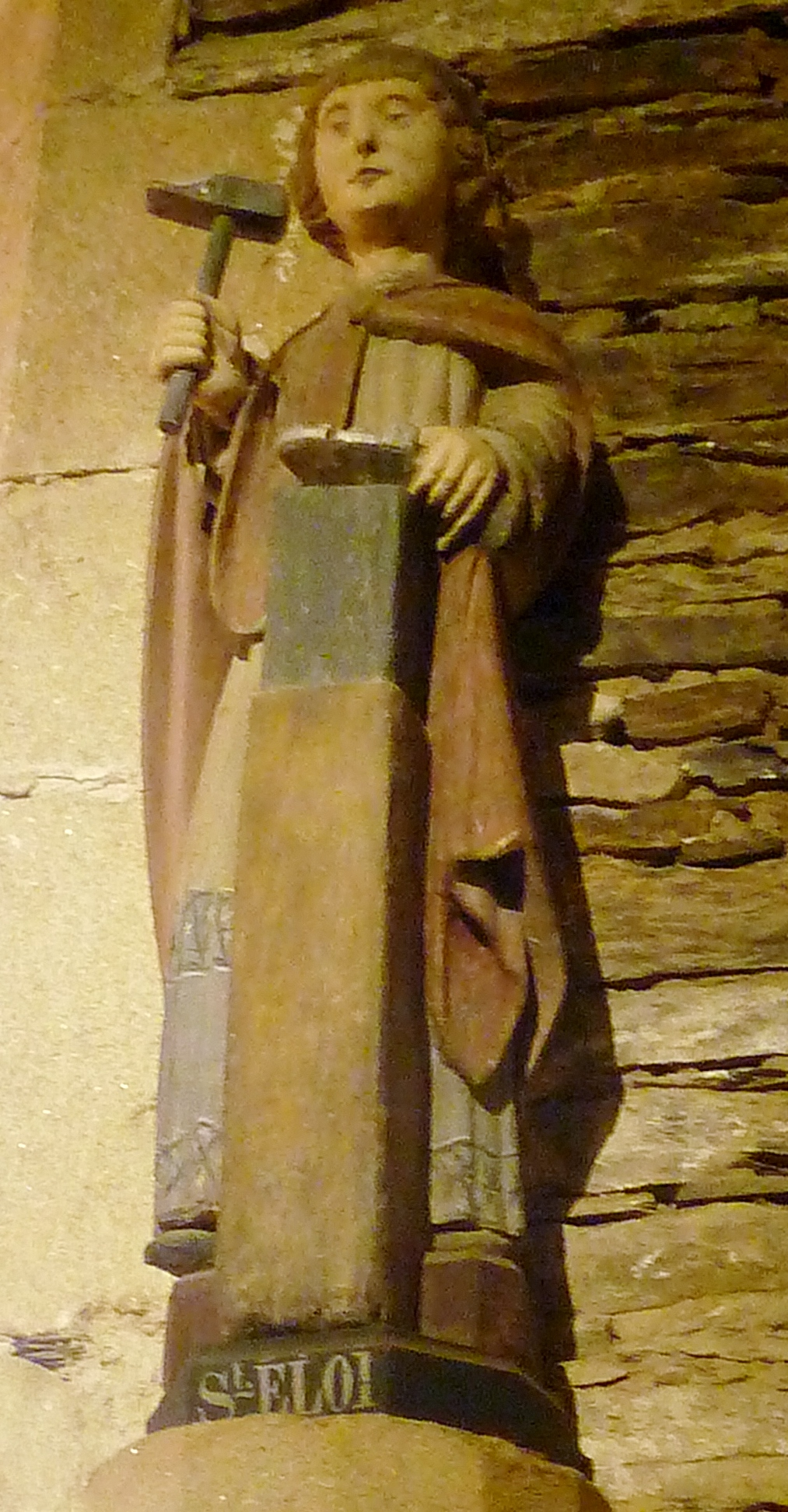
Chapelle Saint-Ruelin du Moustoir, statue de saint Éloi (confondu avec saint Alar en Bretagne)